# Video Graphics Array

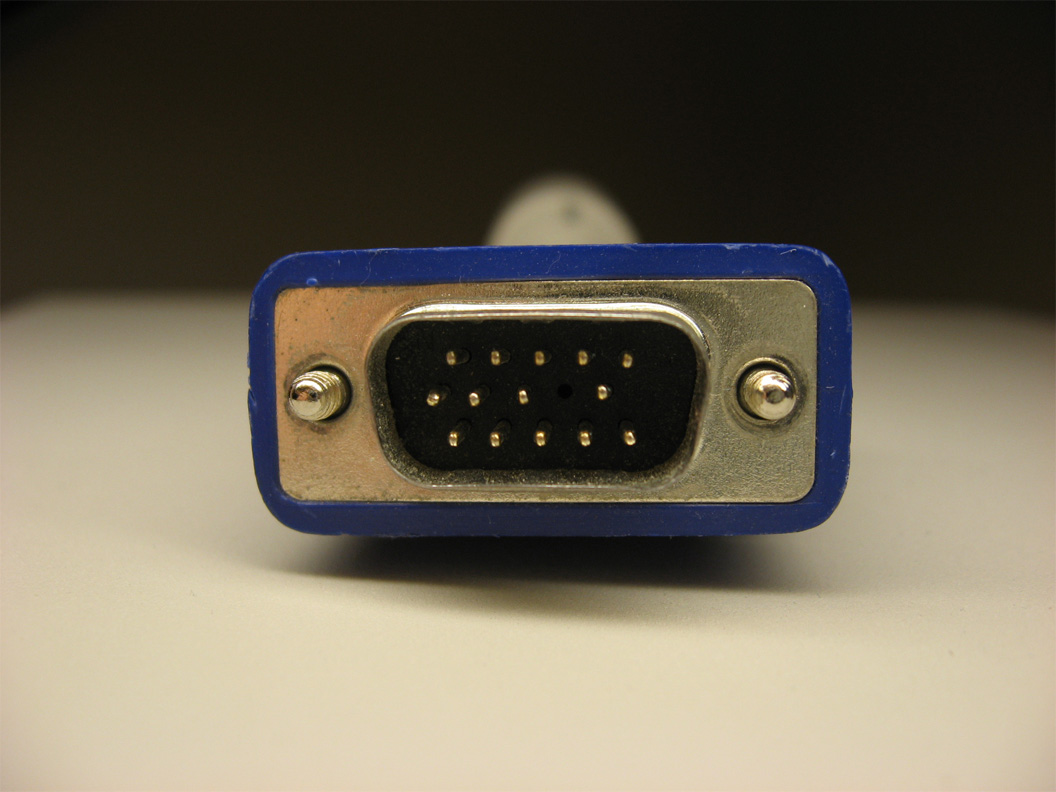
Conector VGA (D-SUB)

Video Graphics Array (VGA) é um controlador de exibição de vídeo e padrão gráfico de computadores, introduzido pela primeira vez com a linha de computadores IBM PS/2 em 1987, que se tornou onipresente na indústria de PC em três anos. O termo agora pode se referir ao padrão de exibição do computador, ao conector VGA subminiatura D de 15 pinos ou à resolução de 640×480 característica do hardware VGA. O VGA foi o último padrão gráfico da IBM ao qual a maioria dos fabricantes de clones de PC se conformou, tornando-o o menor denominador comum que praticamente todos os hardwares gráficos de PC pós-1990 podem implementar. A IBM pretendia substituir o VGA pelo padrão Extended Graphics Array (XGA), mas falhou. Em vez disso, o VGA foi adaptado em muitas formas estendidas por terceiros, conhecidos coletivamente como Super VGA. O padrão de interface analógica VGA foi estendida para suportar resoluções de até 2048×1536 e ainda mais altas em aplicações especiais.